# Acalypha microcephala
Acalypha microcephala é uma espécie de flor do gênero Acalypha, pertencente à família Euphorbiaceae.